# Andrzej Koziarski
Andrzej Kazimierz Koziarski (ur. 18 stycznia 1932 w Łodzi) – polski inżynier mechanik, profesor, doktor habilitowany, Inżynier Europejski.

## Życiorys
Początkowo podjął studia na Politechnice Śląskiej, podczas których przeniósł się do Warszawy, a następnie do Łodzi, gdzie w 1953 ukończył studia inżynierskie na Politechnice Łódzkiej, w zakresie mechaniki i budowy maszyn. W 1956 uzyskał tytuł magistra. Pracował w „Wifamie”, a w latach 1956–1964 w łódzkiej Fabryce Szlifierek Ponar-Jotes, początkowo jako technolog warsztatów do 1957, następnie do 1961 jako kierownik narzędziowni i w latach 1961–1964 jako główny technolog. W latach 1964–1969 pracował na Politechnice Łódzkiej jako starszy asystent w Katedrze Technologii i budowy Maszyn. W 1969 uzyskał stopień doktora nauk technicznych i pracował jako adiunkt w Instytucie Obrabiarek i Technologii Maszyn, a także był zastępcą dyrektora Instytutu. W latach 1972–1989 był docentem, następnie profesorem nadzwyczajnym (1989–1996), a od 1996 profesorem zwyczajnym. W 1996 FEANI nadała Andrzejowi Koziarskiemu tytuł EuroInżyniera, czyniąc go pierwszym łodzianinem z tym tytułem.
W latach 1976–1982 pełnił funkcję prodziekana, a następnie w latach 1990–1996 dziekana Wydziału Mechanicznego Politechniki Łódzkiej. W 2007 założył Uniwersytet Trzeciego Wieku Politechniki Łódzkiej, którego do 2017 roku był szefem.
Odbył liczne staże w Niemczech (1993), Wielkiej Brytanii (1973, 1976, 1980, 1992) i ZSRR (1980). Ponadto jest autorem 15 patentów i 50 ekspertyz. Prowadzi badania w zakresie technologii maszyn, głównie związane z obróbką i narzędziami ściernymi, projektowaniem i doskonaleniem ściernic.
Jest członkiem założycielem Naukowej Szkoły Obróbki Ściernej (1978), członkiem Komitetu Sekcji Podstaw Technologii Budowy Maszyn Polskiej Akademii Nauk. Od 1992 należy do Łódzkiego Towarzystwa Naukowego, gdzie w latach 2003–2015 pełnił funkcje Przewodniczącego V Wydziału Nauk Technicznych, oraz Łódzkiego Oddziału Polskiej Akademii Nauk. Od 1994 był rzecznikiem Akademii Inżynierskiej w Polsce, należy do Stowarzyszenia Inżynierów i Techników Mechaników Polskich oraz Łódzkiej Federacji Stowarzyszeń Naukowo–Technicznych Naczelnej Organizacji Technicznej. W latach 1990–2000 był Ekspertem PKN International Organization for Standarization ISO.

## Książki
- Czynna powierzchnia ściernicy (1996)[3].

## Wyróżnienia
- Nagroda Ministra Nauki i Szkolnictwa Wyższego (7-krotnie),
- Medal Komisji Edukacji Narodowej (1996),
- Krzyż Oficerski Orderu Odrodzenia Polski (1997)[6] za wybitne zasługi w działalności naukowo-badawczej, za osiągnięcia w pracy dydaktycznej[7],
- Złoty medal na Międzynarodowej Wystawie Innowacji w Pittsburghu (1997)[6],
- Nagroda Miasta Łodzi (2002) – jako uzasadnienie podano, że laureat jest pierwszym łodzianinem z tytułem EuroInżyniera[4],
- Krzyż Komandorski Orderu Odrodzenia Polski (2004) za wybitne zasługi w pracy naukowej, dydaktycznej i organizacyjnej[8],
- Medal Łódzkiego Towarzystwa Naukowego (2011)[1],
- Nagroda Miasta Łodzi (2017; wraz z Alicją Teresą Korytkowską i Brygidą Heleną Butrymowicz) – jako uzasadnienie podano, że laureaci są założycielami łódzkich Uniwersytetów Trzeciego Wieku, dzięki którym seniorzy aktywnie uczestniczą w życiu miasta[4],
- Członek Honorowy Łódzkiego Towarzystwa Naukowego[1].